# Mustapha Kamal N'Daw
Mustapha Kamal N'Daw, né le 15 novembre 1981 à Banjul en Gambie, est un footballeur international gambien, qui évolue au poste d'attaquant. Il joua dans des clubs féroïéens (B71 Sandoy, B68 Toftir), belges (KAA Gent), grecs (Veria FC) et chypriotes (AEK Larnaca, Doxa Katokopia et EN Paralimni).